# 蒙古莸
蒙古莸（学名：Caryopteris mongholica）为唇形科莸属下的一个种。

## 扩展阅读
- 維基物種上的相關：蒙古莸